# Échaquer
Échaquer est un terme ancien et régional (utilisé en Lorraine) à propos d'une sentence locale. Par exemple : Après lecture du procès-verbal par le greffier et audition du contrevenant, le mayeur échaque l'amende : il en détermine le niveau, il en fixe le prix.